# Javier Fernandez de Castro
Javier Fernandez de Castro (Aranda de Duero, Burgos, 1942 - Font-rubí, l'Alt Penedès, 2020) va ser un escriptor, periodista, professor universitari i editor espanyol.
Va passar part de la seva infància a Saragossa, traslladant-se després a Barcelona, inclinat des de la seva primerenca joventut al coneixement de les disciplines humanístiques i el cultiu de la creació literària. Posteriorment, es traslladà a Pamplona, on va cursar estudis superiors de Ciències de la Informació i va obtenir el títol de periodista, professió que compaginà amb la seva dedicació a l'escriptura de ficció. Des de llavors, va exercir diversos oficis relacionats amb el periodisme, com el de corresponsal de premsa a Londres, la televisió, l'ensenyament, com a professor universitari a Sant Sebastià, tot i que la seva activitat laboral estigué majoritàriament vinculada a l'edició, sende deixar de dedicar-se en cap moment a l'escriptura, amb la producció d'una desena de llibres, especialment novel·les.

## Publicacions
- Alimento del salto (1972)
- Así en la tierra (1977)
- El regreso del alba (1981) Premio Salduba (1981)
- Laberinto de fango (1981)
- Cuentos del señor de la lluvia (1983)
- La novia del capitán (1986)
- La guerra de los trofeos (1986)
- Tiempo de beleño (1995)
- La Tierra prometida (1999), Premi Ciutat de Barcelona (1999)
- El cuento de la mucha muerte (2000)
- Tres cuentos de otoño (2008)